# Sprühpyrolyse
Die Sprühpyrolyse ist eine Synthesestrategie in der anorganischen Chemie. Hierbei wird im Rahmen des Sol-Gel-Verfahrens ein Substrat durch einen Zerstäuber auf eine beheizte Oberfläche gesprüht und reagiert dort mit selbiger. Mit diesem Verfahren ist es möglich, dünne Schichten auf ebenen Flächen zu fixieren.

## Geschichte
Die Sprühpyrolyse wurde 1966 von Chamberlin und Skarman erfunden, um Cadmiumsulfid und andere Sulfide bzw. Selenide als dünne Schichten darstellen zu können. Seit 1966 hat sich die Dünnschichtchemie rapide weiterentwickelt.